# Ich bin ein guter Hirt, BWV 85
Ich bin ein guter Hirt, BWV 85 (Estic satisfet de la meva sort), és una cantata religiosa de Johann Sebastian Bach per al segon diumenge després de Pasqua, estrenada a Leipzig el 15 d'abril de 1725.

## Origen i context
Aquest diumenge segon després de Pasqua es coneix també, en la litúrgia luterana, com a Misercordias Domini les primeres paraules de l'Introit de la missa del dia. D'autor anònim, en el primer número s'empra un versicle de l'evangeli de (Joan 10, 12), en el número 3 la primera estrofa de l'himne Der Herr ist mein getreuer Hirt de Cornelius Becker (1598) i una paràfrasi de la quarta estrofa de Ist Gott mein Schild und Helfersmann d'Ernst Christoph Homburg (1658), en el coral final. L'evangeli del dia (Joan 10, 12-16) conté la paràbola del pastor en què Jesús es presenta com a tal: Jo sóc el bon pastor que cuida i dona vida als creients. Per a aquest diumenge es conserven dues altres cantates, la  BWV 104 i la BWV 112.

## Anàlisi
Obra escrita per a soprano, contralt, tenor, baix i cor; dos oboès, violoncel piccolo, corda i baix continu. Consta de sis números.
1. Ària (baix): Ich bin ein guter Hirt (Estic satisfet de la meva sort)
2. Ària (contralt): Jesus ist ein guter Hirt (Jesús és un bon pastor)
3. Coral: Der Herr ist mein getreuer Hirt” (El Senyor és mon pastor fidel)
4. Recitatiu (tenor): Wenn die Mietlinge schlafen” (Quan dormen els rabadans)
5. Ària (tenor): Seht, was die Liebe tut (Mireu, que gran és l'amor)
6. Coral: Ist Gott mein Schutz und treuer Hirt (Déu és el meu recer i pastor fidel)

L'ària inicial té un cert caràcter d'obertura amb un extens ritornello de l'oboè recolzat per la corda, és una ària serena que expressa la conformitat amb el destí que narra el text i que vocalitza sobre els “petits dons” (kleine Gaben) rebuts. Un recitatiu secco dona pas a l'altra ària, número 3, protagonitzada per l'oboè, el violí solista i el continu, que desenvolupa una idea de consciència tranquil·la i d'esperit joiós mitjançant un ritme de dansa, d'acord amb el contingut el text: “Una consciència tranquil·la, una ànima feliç, un cor agraït”. L'últim recitatiu, amb el suport de la corda evoca greument “l'ocàs de la vida”. Un coral amb el text indicat i la melodia de Wer nur den lieben Gott läst walten, utilitzat sovint per Bach, tanca la cantata que té una durada aproximada de gairebé un quart d'hora.

## Discografia seleccionada
- J.S. Bach: Das Kantatenwerk. Sacred Cantatas Vol. 5. Nikolaus Harnoncourt, Tölzer Knabenchor (Gerard Schmidt-Gaen, director), Concentus Musicus Wien, Wilhelm Wiedl (solista del cor), Paul Esswood, Kurt Equiluz, Ruud van der Meer. (Teldec), 1994.
- J.S. Bach: The complete live recordings from the Bach Cantata Pilgrimage. CD 16: Basilique St. Willibrod, Echternach; 7 de maig de 2000. John Eliot Gardiner, Monteverdi Choir, English Baroque Soloists, Katharine Fuge, William Towers, Norbert Meyn, Stephen Varcoe. (Soli Deo Gloria), 2013.
- J.S. Bach: Cantatas Vol. 39. Masaaki Suzuki, Bach Collegium Japan, Carolyn Sampson, Robin Blaze, Gerd Türk, Peter Kooy. (BIS), 2008.
- J.S. Bach: Church Cantatas Vol. 27. Helmuth Rilling, Gächinger Kantorei, Bach-Collegium Stuttgart, Arleen Augér, Gabriele Schreckenbach, Adalbert Kraus, Walter Heldwein. (Hänssler), 1999.
- J.S. Bach: Cantatas for the Liturgical Year, Vol. 11. Sigiswald Kuijken, La Petite Bande, Gerlinde Säman, Petra Noskaiova, Christoph Genz, Jan van der Crabben. (Accent), 2010.